# Rodolfo Ferrari
Pour les articles homonymes, voir Ferrari.
Rodolfo Ferrari (Staggia, près de San Prospero, Modène, 1864 - Rome, 10 janvier 1919) est un chef d'orchestre italien.

## Biographie
Rodolfo Ferrari a étudié la musique d'abord avec son père, un musicien amateur, puis a continué avec Alessandro Busi au Conservatoire Giovanni Battista Martini (Liceo Musicale) de Bologne, obtenant le diplôme de composition en 1882.
Ferrari s'est produit dans les plus importants théâtres italiens et à l'extérieur, conduisant à la fois des opéras et de la musique symphonique. Il aimait particulièrement diriger les opéras de Richard Wagner.
Parmi les créations mondiales dirigées par Ferrari, on peut citer L'amico Fritz (Rome, 1891) et Silvano (en) (Milan, 1895) de Pietro Mascagni, Andrea Chénier (Milan, 1896) et Regina Diaz (it) (Naples, 1894) d'Umberto Giordano, Tilda (it) de Francesco Cilea (Florence, 1892), I Medici de Ruggero Leoncavallo (Milan, 1893), La colonia libera de Pietro Floridia (Rome, 1899), Semirâma d'Ottorino Respighi  (Bologne, 1910), Ondina de Giovanni Bucceri (Naples, 1917) et Villa Clermont de Daniele Napoletano (Naples, 1918).
Ferrari a dirigé les premières en Italie de Manon de Jules Massenet (Milan, 1894) et de Parsifal (Bologne, 1914). Durant la saison 1917-1918, il a dirigé plusieurs opéras italiens au Metropolitan Opera à New York.
Ferrari était marié avec la harpiste Cleopatra Serato fille du violoncelliste Francesco Serato (1846-1919). Il est enterré au cimetière de Certosa de Bologne.